# Sandžak-beg
Sandžak-beg ali -beg (otomanska turščina: سنجاق بك) pomeni »gospodar zastave« in je bil naziv, ki so ga v Osmanskem cesarstvu dajali beju (visokemu častniku, vendar običajno ne paši), ki je bil imenovan za vojaško in upravno poveljstvo okrožja (sandžak, v arabščini liwa), odgovoren nadrejenemu wāliju ali drugemu guvernerju province. V nekaj primerih je bil sandžak-beg sam neposredno odgovoren cesarju.
Kot pri drugih zgodnjih otomanskih upravnih uradih je sandžak-bey vojaškega izvora: izraz sandžak (in liva) pomeni »zastavo« ali »prapor« in označuje insigne, okoli katere se v času vojne v določenem okrožju zberejo konjeniki nosilci fevdov (timars ali ziamets). Sandžakbeg je bil nato podrejen bejlerbeju (»beg begov«), ki je vodil ejalet in poveljeval svojim podrejenim sandžak-begom v vojni. Na ta način je struktura poveljevanja na bojišču spominjala na hierarhijo deželne oblasti.
Sandžak-begova služba je bila v skromnejšem obsegu podobna bejlerbejevi. Podobno kot bejlerbej je tudi sandžak-beg svoje prihodke črpal iz prebende, ki so jo sestavljali običajno prihodki iz mest, pomolov in pristanišč v mejah njegovega sandžaka. Znotraj lastnega sandžaka je bil guverner odgovoren predvsem za vzdrževanje reda in ob sodelovanju imetnikov fevda za prijetje in kaznovanje prestopnikov. Za to je običajno prejel polovico glob, izrečenih nepridipravom, pri čemer je imetnik fevda, na katerih zemljiščih se je zgodil prekršek, prejel drugo polovico. Sandžaški guvernerji so imeli tudi druge naloge, na primer preganjanje razbojnikov, preiskovanje krivovercev, oskrbo vojske ali pošiljanje materiala za ladjedelništvo, kot je ukazal sultan. 